# Kate Kane
Katherine "Kate" Kane è un personaggio dei fumetti DC Comics, creata Katherine "Kathy" Webb come prima Batwoman da Bob Kane e da Sheldon Moldoff nel 1956, successivamente rilanciata come Batwoman, la nipote di Kathy, Katherine "Kate" Kane, dalla casa editrice nel 2006.

## Biografia del personaggio
Katherine "Kate" Kane, è figlia del colonnello dei corpi speciali Jacob "Jake" Kane. Forse Jake è un parente di Nathan e Martha Kane (zio e madre di Bruce Wayne): ciò renderebbe Kate parente sia di Bruce Wayne sia di Kathy Webb (la prima Batwoman). Kate decise di prendere le orme di Batman e diventare Batwoman in età adulta, quando l'eroe la salvò da un gruppo di assalitori, ma la determinazione alla lotta contro il crimine l'aveva sin da bambina: lei e la sorella gemella furono rapite assieme alla madre. Il padre intervenne per salvarle, ma madre e sorella morirono nello scontro a fuoco, sotto i suoi occhi. In seguito, il padre di Kate è diventato il suo più grande alleato e sostenitore. Grande ammiratrice di Batman, è molto amica di Nightwing, il quale si mostra infatuato di lei ignorandone l'orientamento sessuale.
Kate Kane come Batwoman diventa un'alleata importante per Batman, Nightwing e Batgirl, la sua abilità nel combattimento la porta ad essere una delle donne più pericolose del pianeta.

## Poteri e abilità
Kate Kane è un'esperta di arti marziali e nel combattimento corpo a corpo. Addestrata dal padre come una vera e propria arma vivente, Kate padroneggia sin da bambina arti marziali quali il karate stile shotokan, il krav maga, il ninjutsu, la savate, vari stili kung fu e la boxe; è un'esperta sia nell'uso delle armi da fuoco che delle armi bianche, ed è capace all'occorrenza, di servirsi anche di oggetti comuni a fini offensivi.
La sua abilità nel combattimento corpo a corpo è tale da sconfiggere senza difficoltà Batgirl, Huntress e Black Bat e da eguagliare criminali come Talia al Ghul, Poison Ivy e Catwoman. È andata in stallo anche contro super criminali come Cheetah e Livewire in più occasioni.
Addestrata successivamente da Batman, Kate oltre a migliorare le sue arti marziali, è diventata anche un'ottima stratega, un'esperta in tattica militare, ed è un'abilissima detective.
Kate è anche un'ottima acrobata, contorsionista e trapezista di livello olimpico, le sue capacità coordinative, il suo equilibrio e i suoi riflessi hanno raggiunto livelli eccezionali, da permetterle di muoversi con una destrezza incredibili.

## Altri media

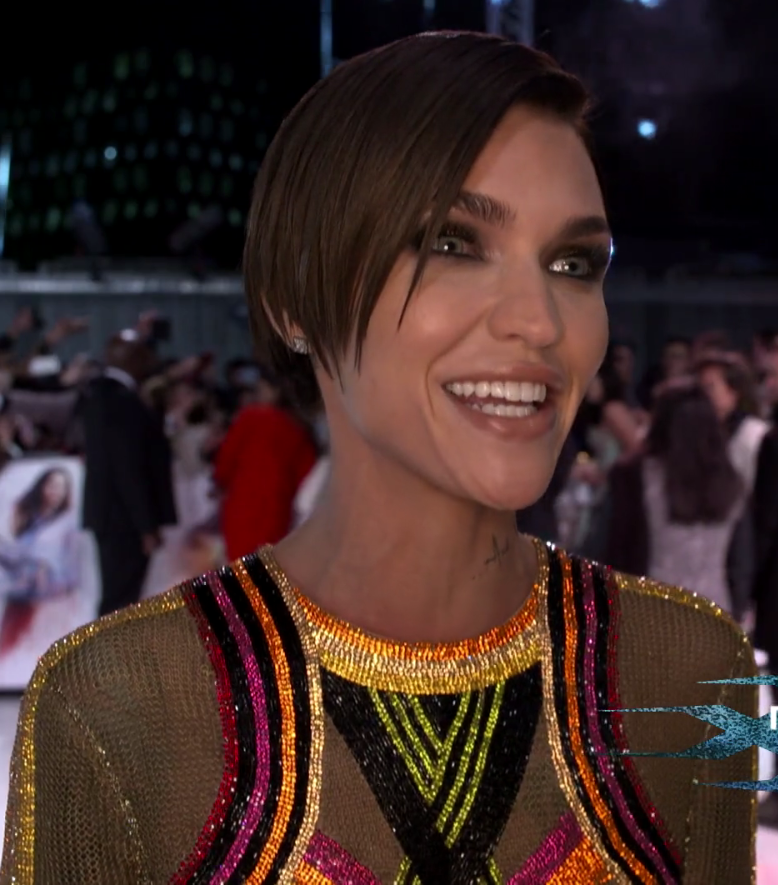
Ruby Rose interpreta Kate Kane / Batwoman nelle serie televisive Arrow e nella prima stagione di Batwoman

- Il personaggio di Kate Kane (interpretata da Ruby Rose) appare nella saga crossover dell'Arrowverse, nel nono episodio della settima stagione della serie televisiva Arrow,[1] nei panni di Batwoman in una Gotham abbandonata da Batman e controllata dal crimine, mentre come Kate Kane si presenta come cugina di Bruce Wayne.
- Dal 17 luglio 2019 viene trasmessa in anteprima la première della serie televisiva Batwoman, poi regolarmente dal 6 ottobre 2019.
- Kate Kane è la seconda protagonista del film d'animazione Catwoman: Braccata (2022).